# Snow Slug
Snow Slug è il novantottesimo album in studio del chitarrista statunitense Buckethead, pubblicato il 29 luglio 2014 dalla Hatboxghost Music.

## Il disco
Settantesimo disco appartenente alla serie "Buckethead Pikes", Snow Slug è stato l'ultimo dei sette album pubblicati da Buckethead nel mese di luglio e contiene sette brani, nei quali le prime parti dei titoli compongono il nome dell'album stesso.

## Tracce
Musiche di Buckethead.
1. S 17 – 2:42
2. N 6 – 7:29
3. O 38 – 5:03
4. W 1 – 5:10
5. SL 52 – 2:45
6. U 12 – 2:14
7. G 81 – 3:58

## Formazione
- Buckethead – chitarra, basso, programmazione